# 十一刺栗壳蟹
十一刺栗壳蟹（学名：Arcania undecimspinosa）为玉蟹科栗壳蟹属的动物。分布于朝鲜、日本、泰国、菲律宾、澳大利亚东部、印度、塞舌耳群岛、台湾岛以及中国大陆的广东、海南岛、福建等地，多生活于海水。